# Instituto de Estudios Superiores de Tamaulipas
El Instituto de Estudios Superiores de Tamaulipas A.C. (IEST), miembro de la Red de Universidades Anáhuac, es una institución de educación media básica, media superior y superior, ubicada en Altamira, Tamaulipas, México; y fundada el 9 de septiembre de 1974.            

## Información
El Instituto Tamaulipas de Educación Superior ( en español : Instituto de Estudios Superiores de Tamaulipas ), o IEST por sus siglas en español, es una universidad privada en Altamira , Tamaulipas , México fundada en 1974. Es una de las universidades más reconocidas junto con el ITESM Campus Tampico en la zona sur del estado de Tamaulipas. Atiende a toda el área metropolitana de Tampico , Ciudad Madero y Altamira, la parte norte del estado de Veracruz y la parte oriental del estado de San Luis Potosí . Su campus consta de Campus Altamira y Campus Cd. Valles ubicado en Ciudad Valles , San Luís Potosí.

## Oferta educativa
El Instituto de Estudios Superiores de Tamaulipas ofrece una amplia gama de licenciaturas con programas actualizados y acreditados por las diversas instituciones de supervisión a la calidad educativa. El eje principal de todas sus carreras se encuentra establecido en el Modelo Educativo Anáhuac, que es el resultado de una disposición de principios formativos y recursos pedagógicos orientados para favorecer el logro del perfil general de egreso que se han propuesto las instituciones de la Red de Universidades Anáhuac, procurando el desarrollo armónico de las diferentes facetas personales de los estudiantes: intelectual, profesional, humana, espiritual y social.

## Bachillerato Anáhuac
El Bachillerato Anáhuac se destaca por ser una preparatoria con un sistema universitario internacional de valores y una visión de formación integral de la persona. Asimismo es reconocida por ser la primera preparatoria a nivel nacional en recibir la Acreditación a la Calidad Educativa por la Confederación Nacional de Escuelas Particulares (CNEP).

## Profesional

### Divisiones Académicas
El Instituto de Estudios Superiores de Tamaulipas se encuentra organizado en los siguientes departamentos académicos:
- División de Humanidades:
  - Arquitectura
  - Derecho
  - Idiomas
  - Diseño Gráfico
  - Ciencias Teológicas
  - Filosofía
  - Ciencias Teológicas
- División de Ciencias Exactas:
  - Ingeniería Química
  - Ingeniería Industrial
  - Ingeniería Mecatrónica
  - Ingeniería en Sistemas y Negocios Digitales
- División de Ciencias de la Salud:
  - Psicología
  - Médico Cirujano
- División de Ciencias Económico Administrativas:
  - Finanzas y Contaduría Pública
  - Dirección y Desarrollo de Empresas
  - Negocios Internacionales
  - Mercadotecnia Estratégica e Innovación
  - Gastronomía

## Posgrado
El Instituto de Estudios Superiores de Tamaulipas cuenta también con los siguientes estudios de Posgrado:
- Maestría en Administración Área Alta Dirección
- Maestría en Administración Área Finanzas
- Maestría en Arquitectura Sustentable
- Maestría en Calidad y Competitividad
- Maestría en Derecho Corporativo
- Maestría en Derecho Privado
- Maestría en Dirección de Mercadotecnia
- Maestría en Educación
- Maestría en Gestión del Capital Humano
- Maestría en Impuestos
- Maestría en Humanidades
- Maestría en Ingeniería de Procesos
- Maestría en Ingeniería Petrolera
- Maestría en Logística y Negocios Internacionales
- Maestría en Optimización Energética
- Maestría en Psicología Integrativa
- Doctorado en Liderazgo y Gestión Educativa